# Fortel-en-Artois
Fortel-en-Artois è un comune francese di 217 abitanti situato nel dipartimento del Passo di Calais nella regione dell'Alta Francia.

## Società

### Evoluzione demografica
Abitanti censiti